# One Nation Under a Groove
Az 1978-as One Nation Under a Groove a Funkadelic tizedik nagylemeze. Ezen az albumon hallható először Walter "Junie" Morrison billentyűs és dalszerző.
A One Nation Under a Groove a Funkadelic kereskedelmileg legsikeresebb albuma, sok legjobb album listára került fel. 2003-ban a Rolling Stone magazin Minden idők 500 legjobb albuma listáján a 177. lett, 2020-ban pedig 360. Szerepel az 1001 lemez, amit hallanod kell, mielőtt meghalsz című könyvben.

## Az album dalai
|    | Cím                                                              | Szerző(k)                                     | Hossz |
| -- | ---------------------------------------------------------------- | --------------------------------------------- | ----- |
| 1. | One Nation Under a Groove                                        | George Clinton, Walter Morrison, Garry Shider | 7:29  |
| 2. | Groovallegiance                                                  | Clinton, Morrison, Bernard Worrell            | 7:00  |
| 3. | Who Says a Funk Band Can't Play Rock?!                           | Clinton, Morrison, Michael Hampton            | 6:18  |
| 4. | Promentalshitbackwashpsychosis Enema Squad (The Doo-Doo Chasers) | Clinton, Shider, Linda Brown                  | 10:45 |
| 5. | Into You                                                         | Clinton, Morrison, William Collins            | 5:41  |
| 6. | Cholly (Funk Getting Ready To Roll!)                             | Clinton, Morrison, Collins                    | 4:27  |

| 1. | Lunchmeatophobia (Think!...It Ain't Illegal Yet!)                | Clinton, Worrell       | 4:12 |
| 2. | P.E. Squad/DooDoo Chasers ('Going All-The-Way Off' Instrumental) | Clinton, Shider, Brown | 4:18 |
| 3. | Maggot Brain (koncertfelvétel)                                   | Clinton, Edward Hazel  | 8:28 |

## Fordítás
Ez a szócikk részben vagy egészben a One Nation Under a Groove című angol Wikipédia-szócikk ezen változatának fordításán alapul.  Az eredeti cikk szerkesztőit annak laptörténete sorolja fel. Ez a jelzés csupán a megfogalmazás eredetét és a szerzői jogokat jelzi, nem szolgál a cikkben szereplő információk forrásmegjelöléseként.